# Кукла вуду
Вольт (ку́кла ву́ду) — кукла, используемая в колдовстве вуду. Последователи учения вуду считают, что в результате специального обряда кукла получает особого вида связь с определённым человеком. Согласно этому представлению, после установления связи благодаря принципам симпатической магии у обладателя куклы появляется возможность воздействовать через неё на человека, которого она символизирует (чаще всего для нанесения вреда).
Для изготовления куклы обязательно используются фрагменты тела жертвы (ногти, волосы, выделения), а также вещь или фрагмент вещи, принадлежащие жертве.

## Совпадения кукол вуду с индейскими религиозными практиками
Некоторые религиозные практики индейцев имели типологическую схожесть с куклой вуду. Так, юрист Хуан Поло де Ондегардо, описывавший в 1567 году обряды индейцев в Перу в своей «Инструкции по борьбе с церемониями и обрядами, применяемыми индейцами со времён их безбожия», замечает:

Чтобы наслать болезнь на того, кого они ненавидят, или чтобы тот [человек] умер, они несут его одежду и наряды и одевают в них какую-нибудь статую, которую делают от имени той особы, и проклинают её, оплёвывая и казня её [как бы] через повешение.— взято из: «Revista histórica; órgano del Instituto Histórico del Perú, Volume 1. – Lima, 1906, стр. 201

## Ритуал нанесения проклятий
Сначала колдун берёт куклу вуду и от имени того, кто ненавидит, начинает её бить. После этого он берёт специально приготовленные иглы размером около 10 сантиметров и последовательно протыкает ими куклу, произнося проклятия. По принципу подобия вред, приносимый кукле вуду, должен перенестись на обидчика.

## Культурологическое обоснование
Древние представляли мир как единое целое. Каждый элемент мира в представлении человека был связан с любым иным. Действия человека воспринимались не как воздействие отдельного индивидуума на отдельные физические объекты реальности, а как частный случай взаимодействия элементов в едином мире. В соответствии с таким представлением, колдун улавливает невидимую связь куклы и нужного человека и, уже видя её, «передаёт» по ней свои проклятия.

## В массовой культуре
- В 1976 году в США вышел фильм ужасов «Склеп тёмных секретов» о божестве религии вуду — Дамбале, кукла вуду в фильме играет важное значение.[уточнить]
- В 1994 году был записан сингл "Voodoo People"[2] британской группы The Prodigy для альбома Music For The Jilted Generation.
- В 2008 году в США вышел художественный фильм Фреда Рэй «Куклы вуду» (“Voodoo Dollz”).
- В 2013 году у  Канцлера Ги  вышел альбом “Вуду Tales”, одна из песен которого называется “Voodoo Doll”.
- В 2013 году у корейской группы VIXX вышел альбом “Voodoo Doll” и клип на заглавный трек “Voodoo Doll”.
- У российской рок-группы Слот есть песня «Кукла вуду»[3].
- Куклы вуду вместе с адептами культа вуду изображены в романе Андрея Гусева «Наш жёсткий секс в Малинди»[4][5].